# Synagogue de Kaunas
La Synagogue de Kaunas (en lituanien : Kauno choralinė sinagoga) est l'une des deux synagogues chorales en activité en Lituanie. La synagogue néo-baroque a été construite en 1872. En 1902, avant l'Holocauste en Lituanie, c'était l'une des plus de 25 synagogues et maisons de prière juives de Kaunas. La synagogue prétend avoir l'une des plus belles arches saintes de tout le monde juif.

## Histoire
Le terrain pour la nouvelle synagogue a été accordé à la communauté juive de Kovno par le marchand Lewin Boruch Minkowski, le père d'Oskar Minkowski et d'Hermann Minkowski ; jusqu'en 1873, il subventionne également la majeure partie de sa construction,. Un mémorial aux quelque 50 000 enfants juifs lituaniens tués pendant l'Holocauste se trouve à l'arrière du bâtiment, avec 37 stèles de pierre indiquant dans quelles villes ils ont perdu la vie et combien d'entre eux sont morts dans chacune d'elles.

## Galerie

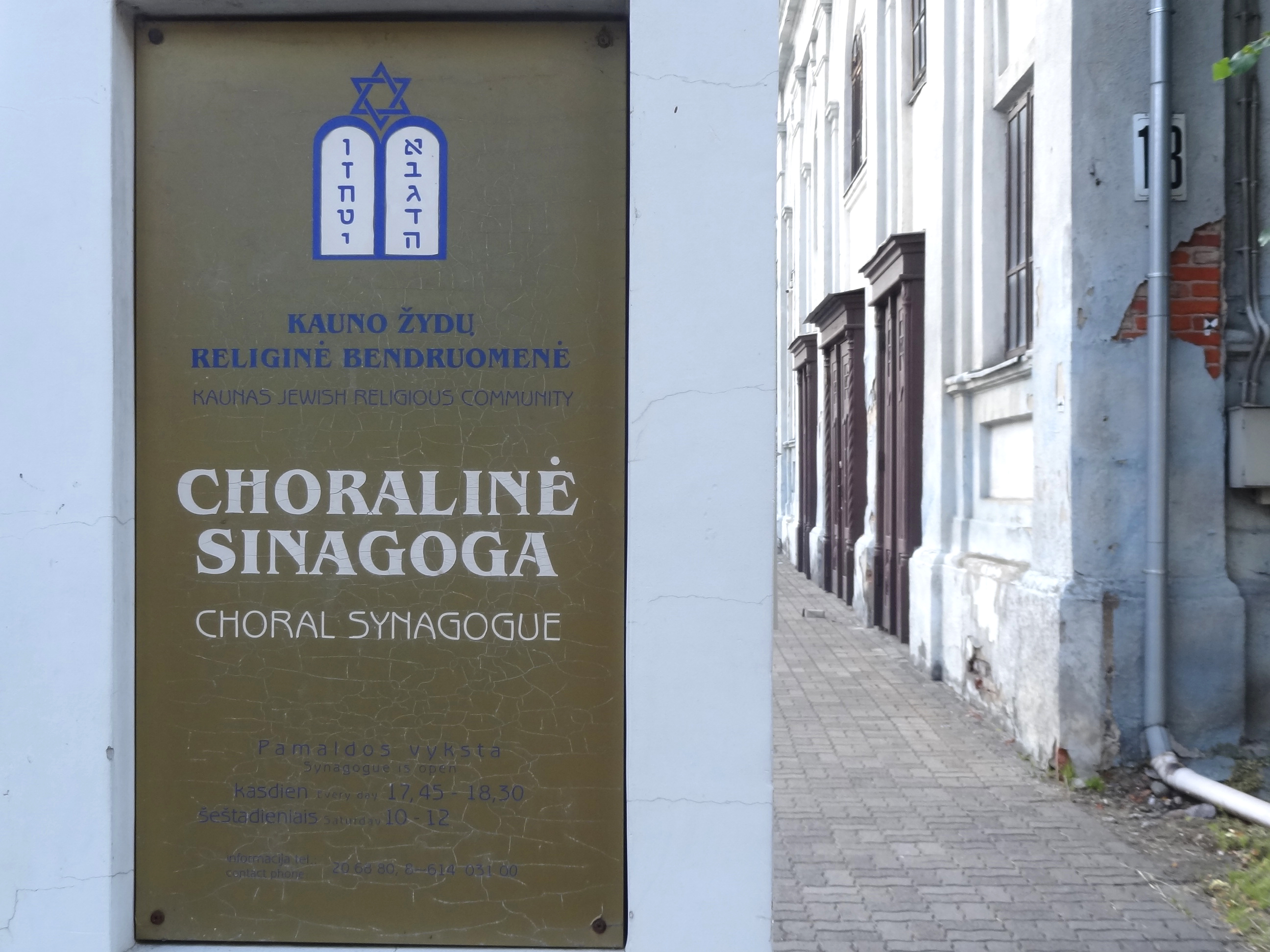
A l'entrée de la Synagogue
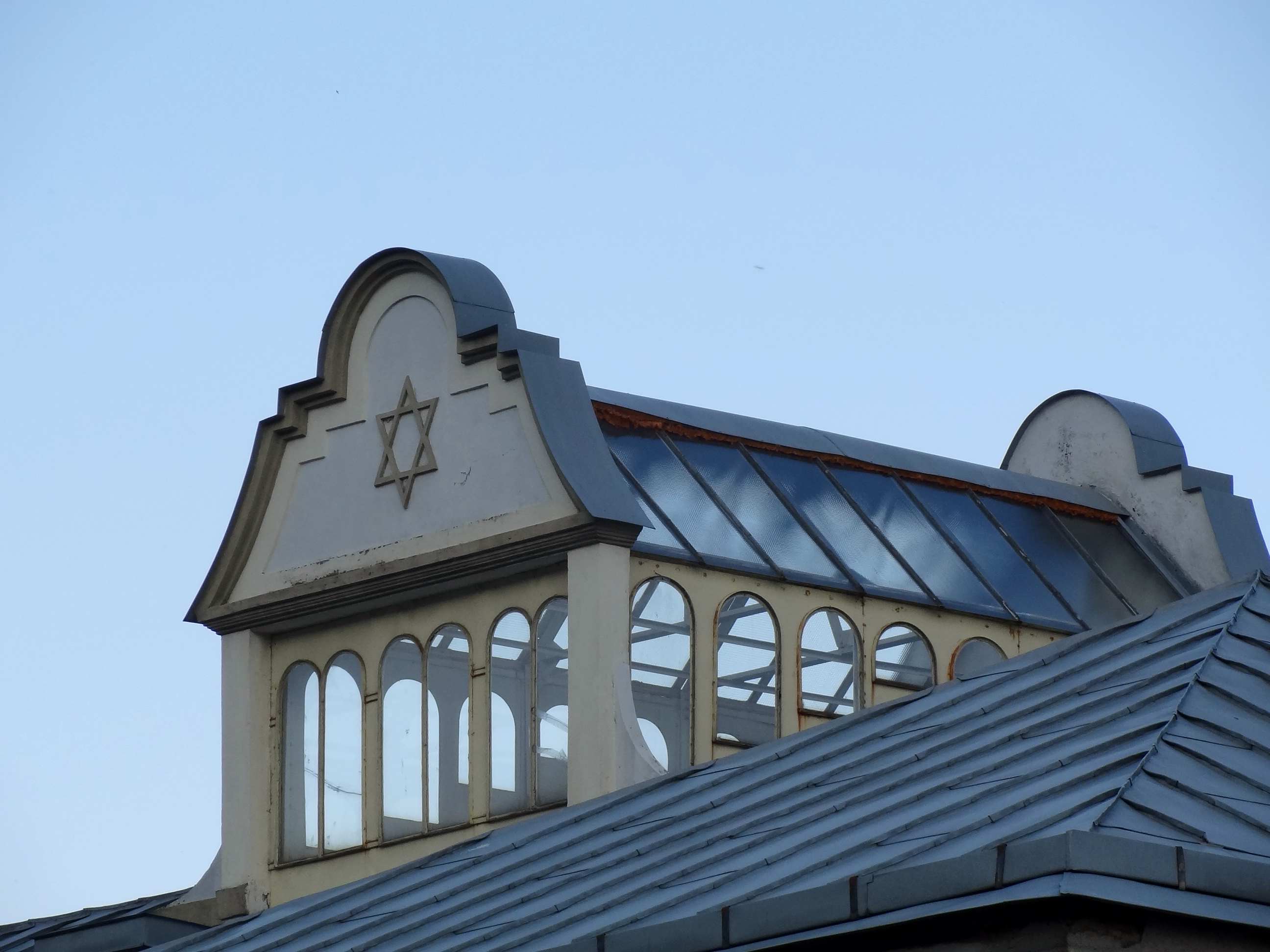
Structure au-dessus du toit de la Synagogue
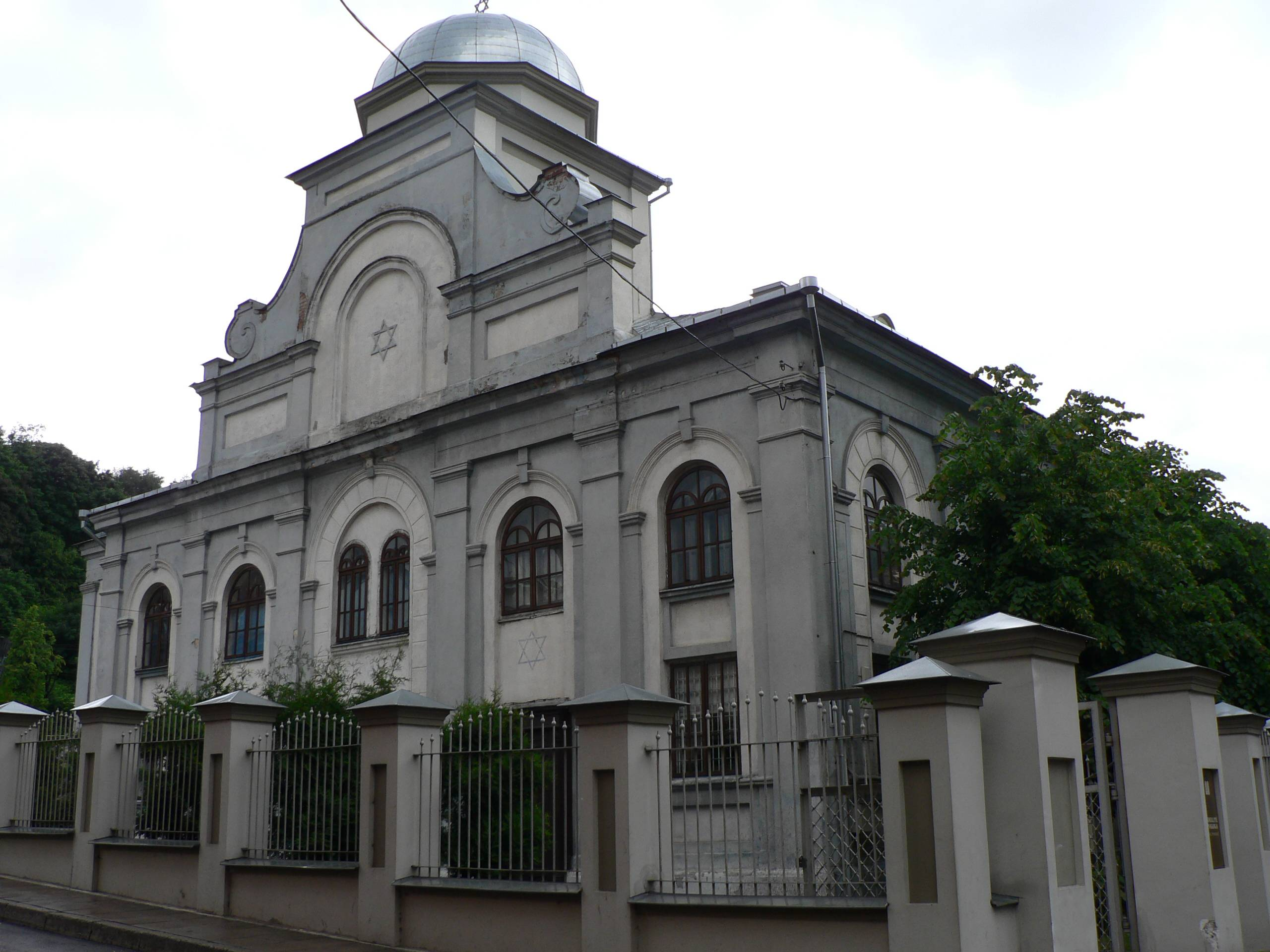
Vue générale
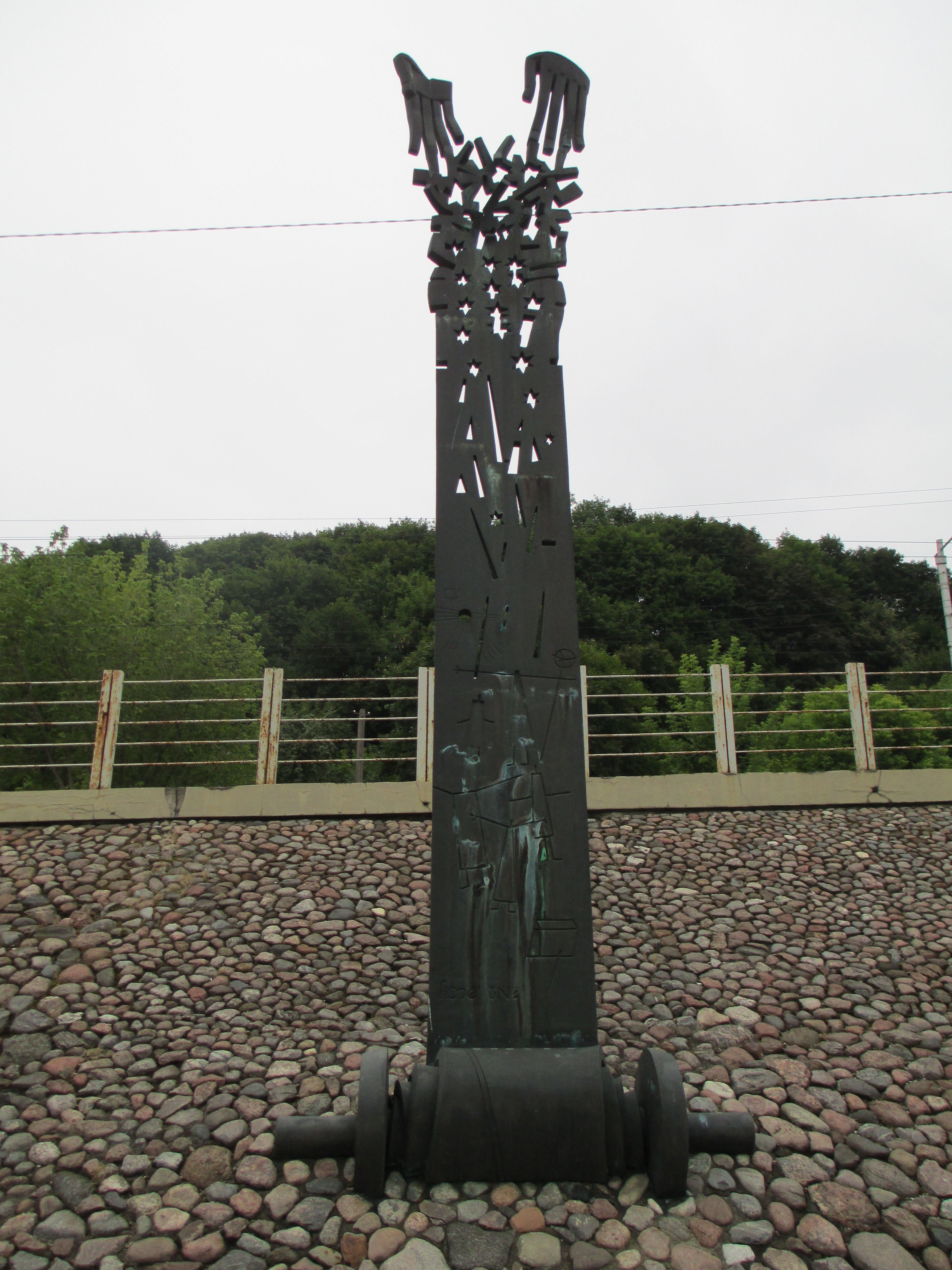
Mémorial de l'Holocauste devant la synagogue
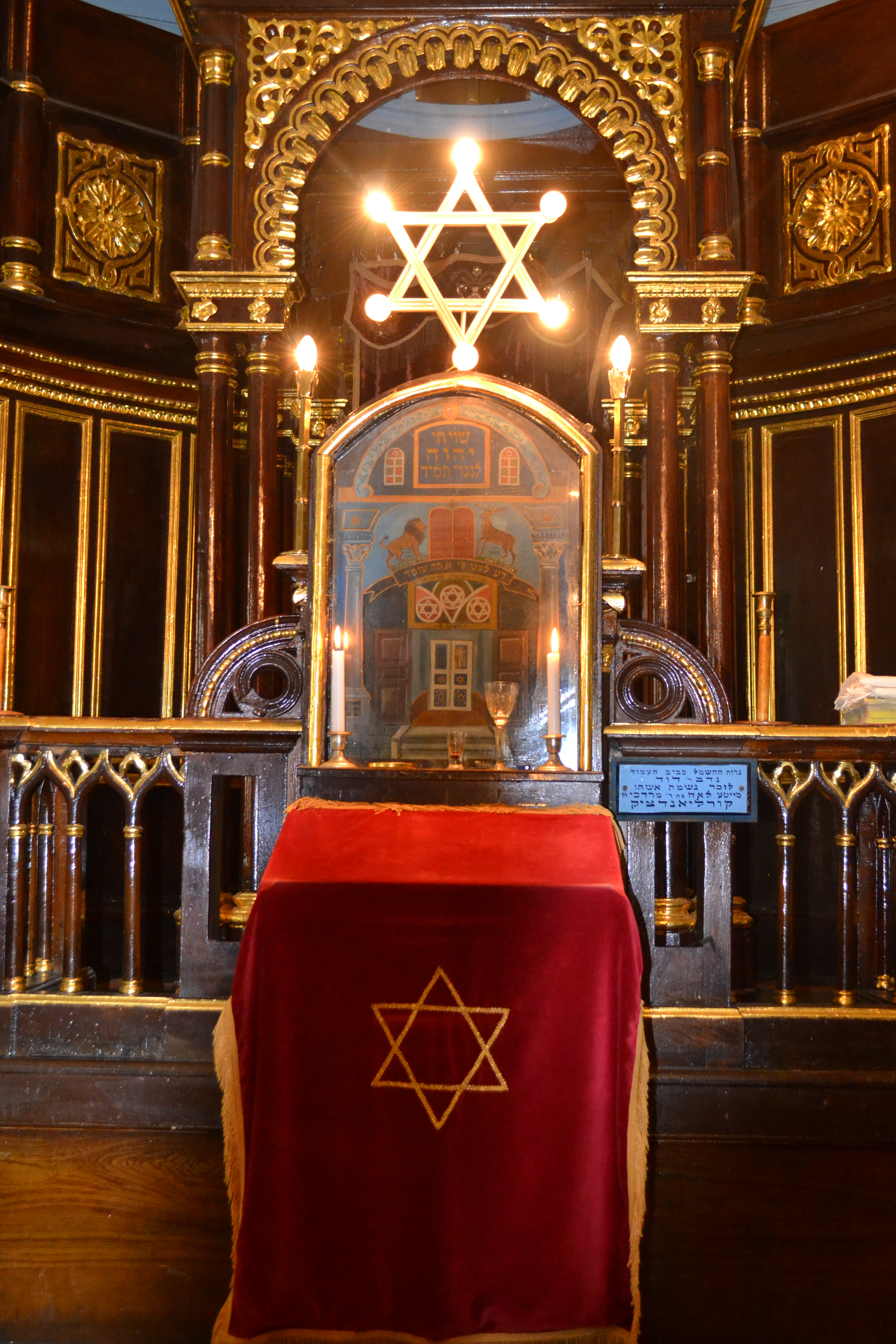
Intérieur
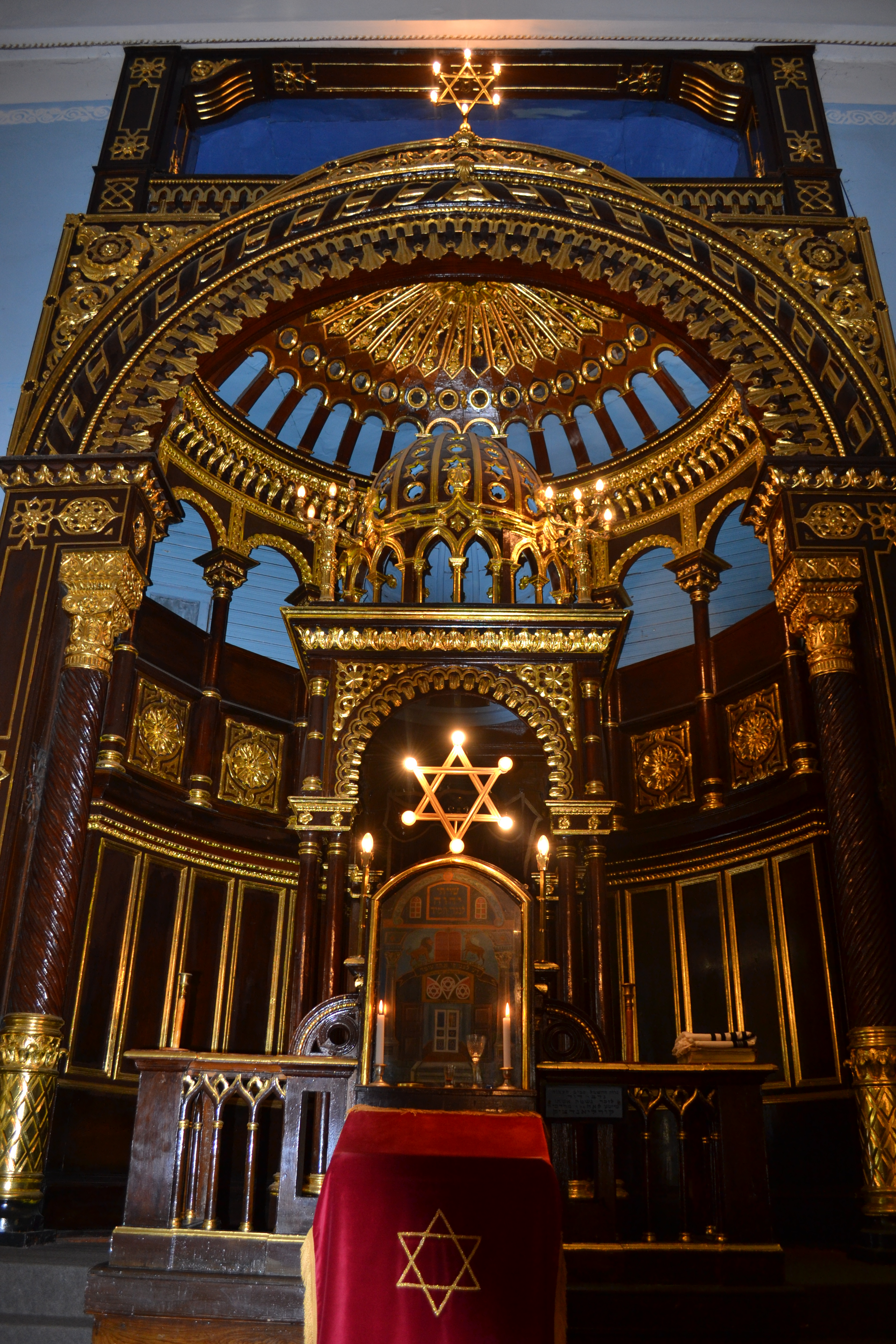
Intérieur
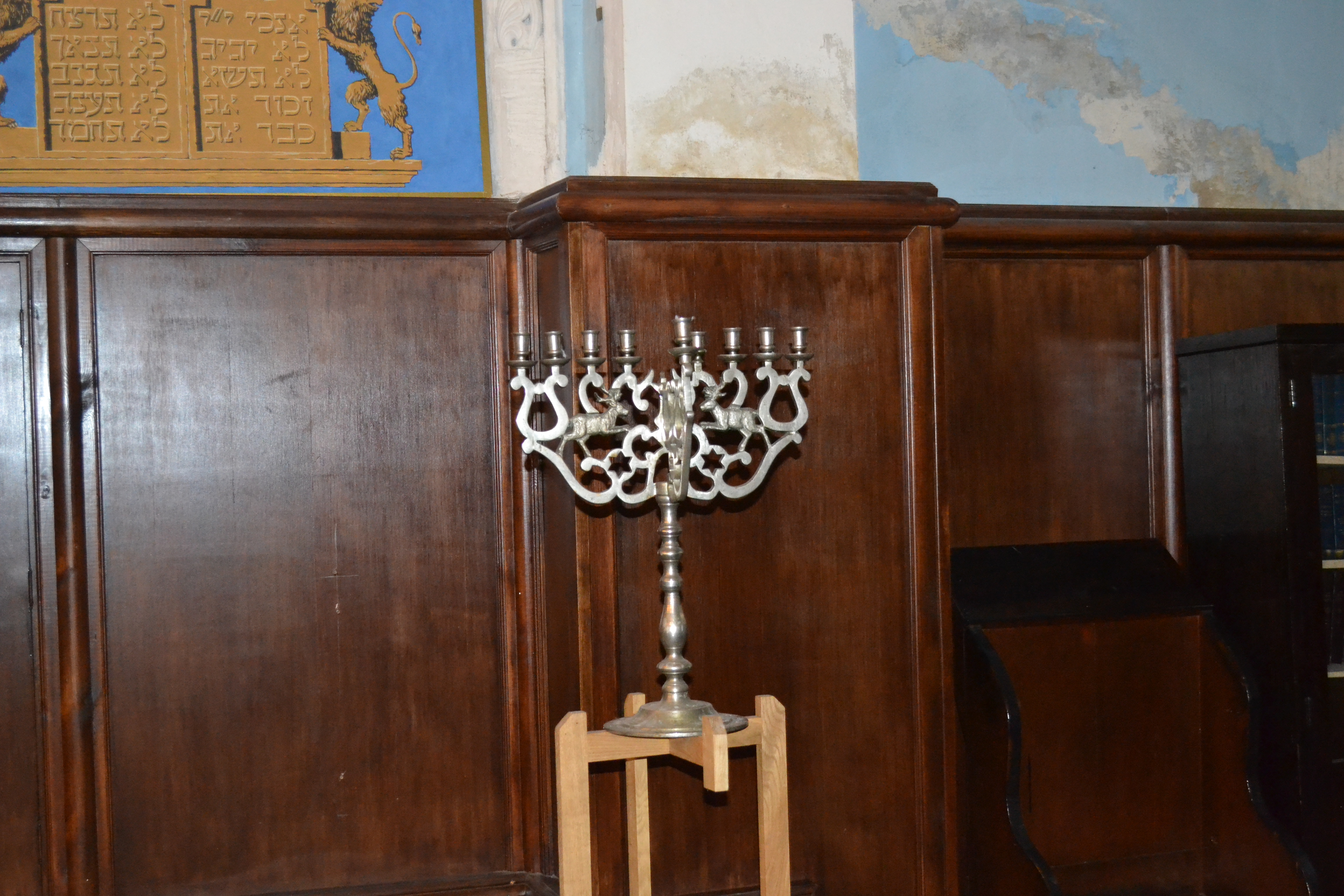
Intérieur
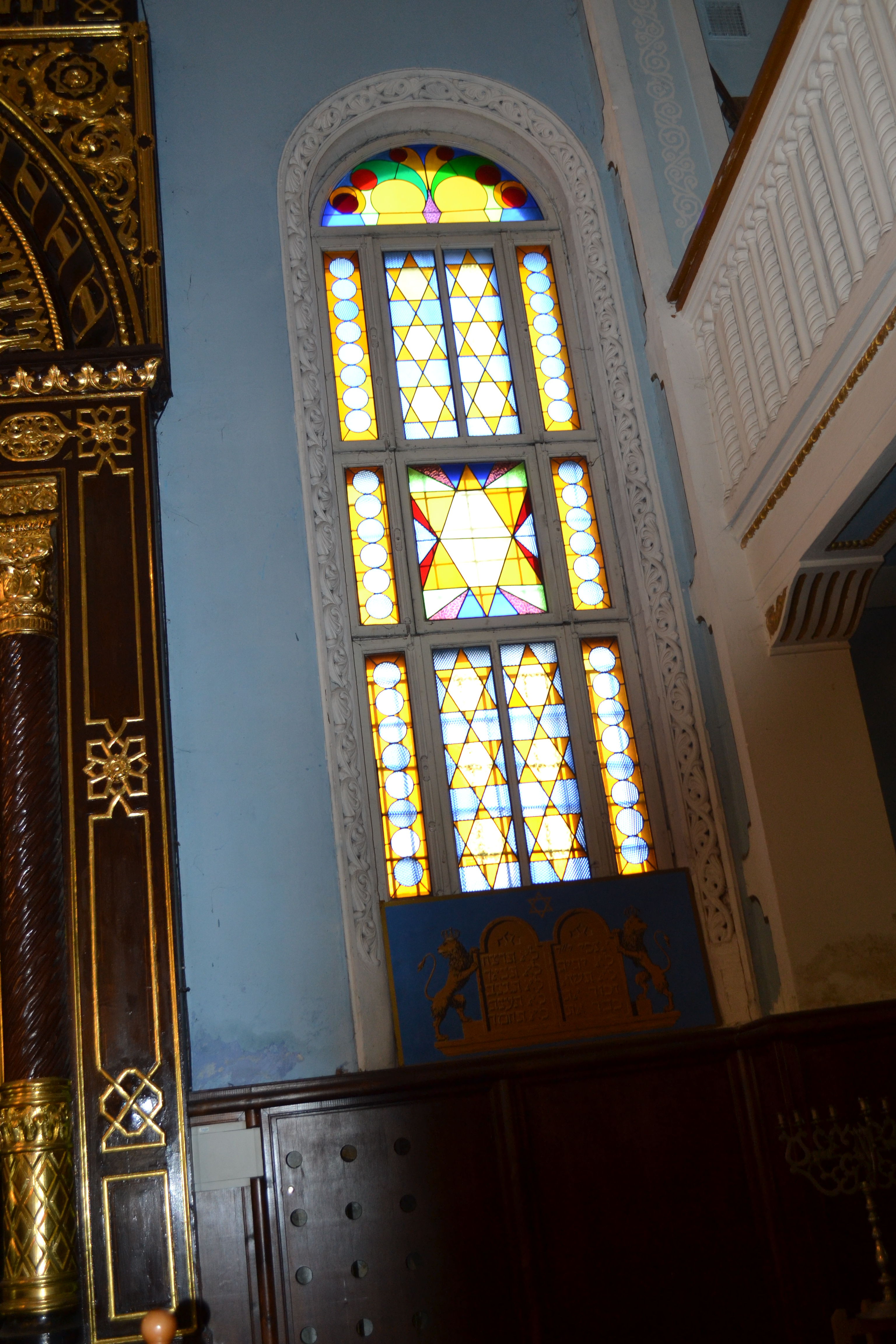
A l'intérieur
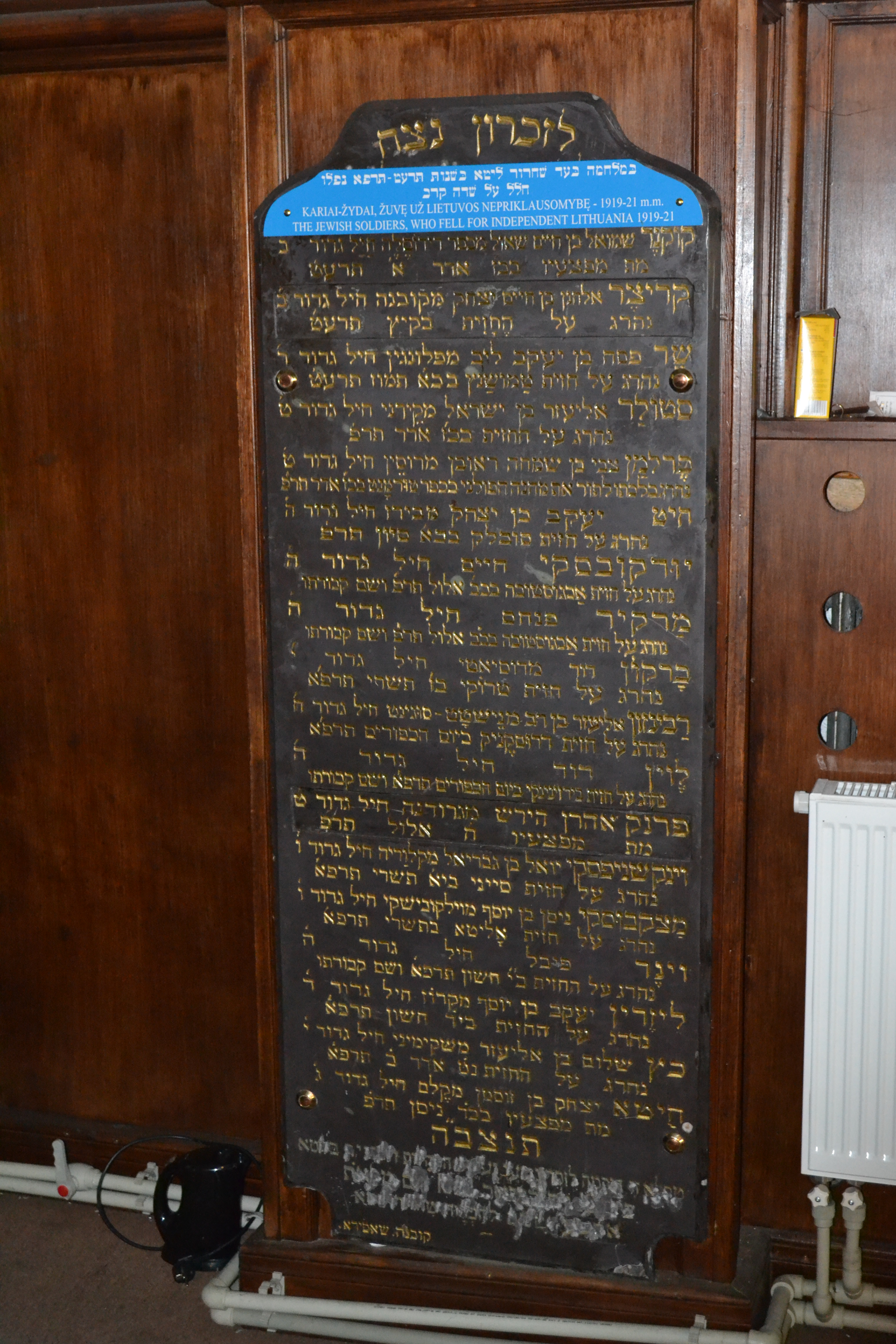
Intérieur
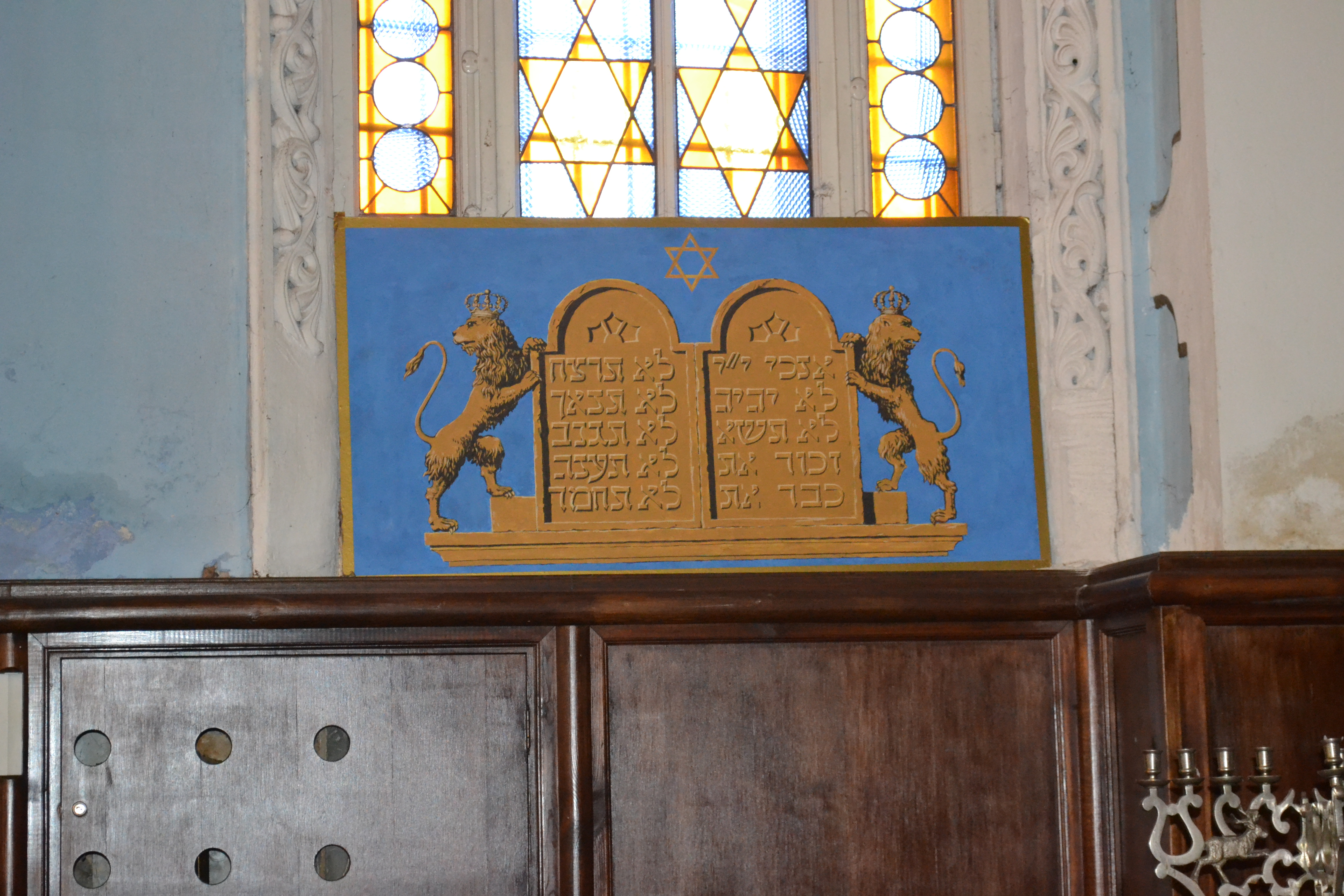
Intérieur
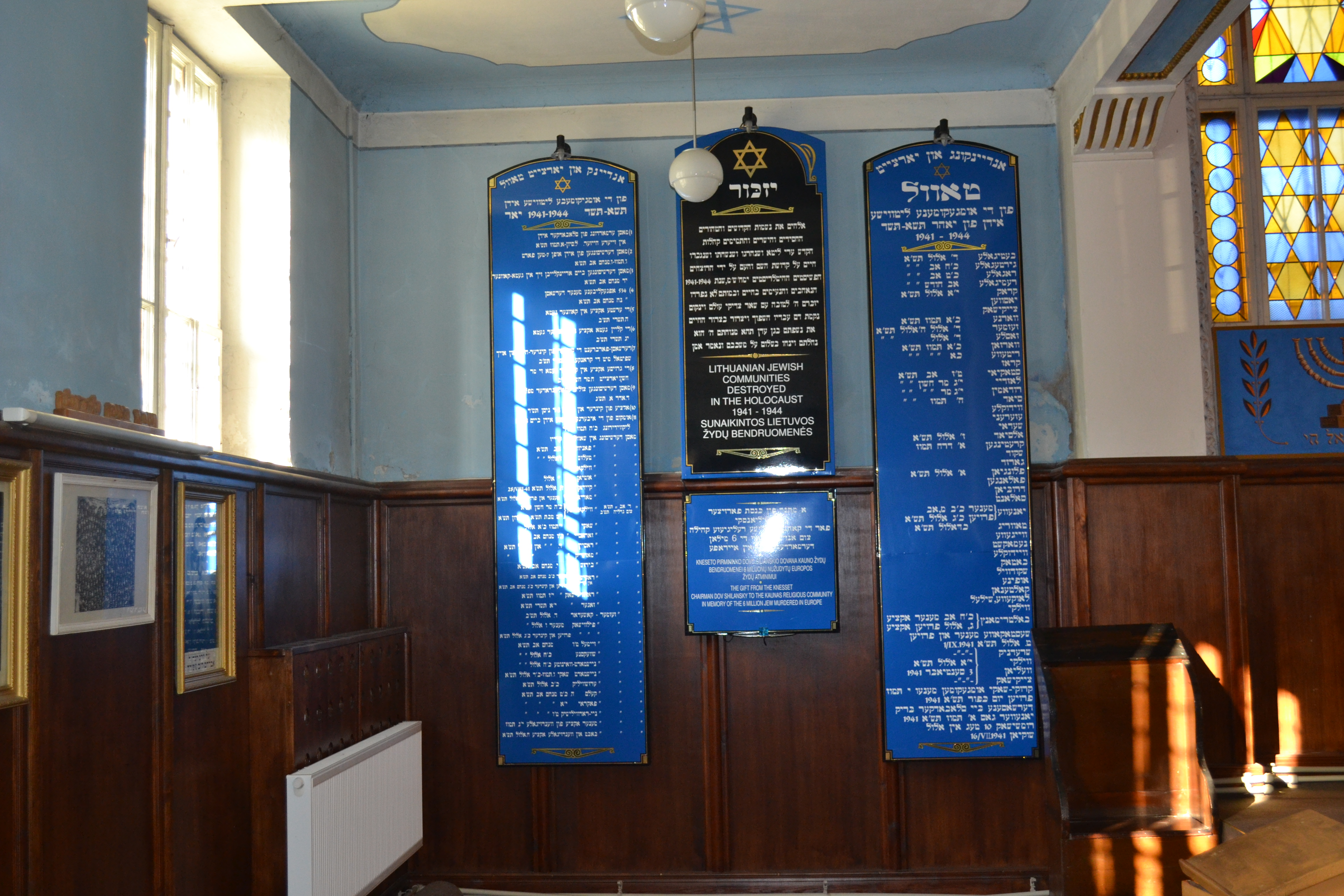
Plaques avec les noms des soldats juifs de Kaunas tombés pendant la Première Guerre mondiale et des victimes de l'Holocauste.